# Schweizer Schützenmuseum
Das Schweizer Schützenmuseum (französisch Musée suisse du tir, italienisch Museo svizzero del tiro, rätoromanisch Museum svizzer dals tiradurs) in Bern ist ein Museum über das Schiesswesen in der Schweiz. Die Sammlung des Museums steht unter Kulturgüterschutz.

## Geschichte
Im Sommer 1885 fand in Bern das 31. Eidgenössische Schützenfest statt. Darauf beschlossen die Organisatoren die Errichtung einer «Schützenstube» als Ausstellungsraum. Am 26. November 1939 wurde der Museumsbetrieb am heutigen Standort aufgenommen.

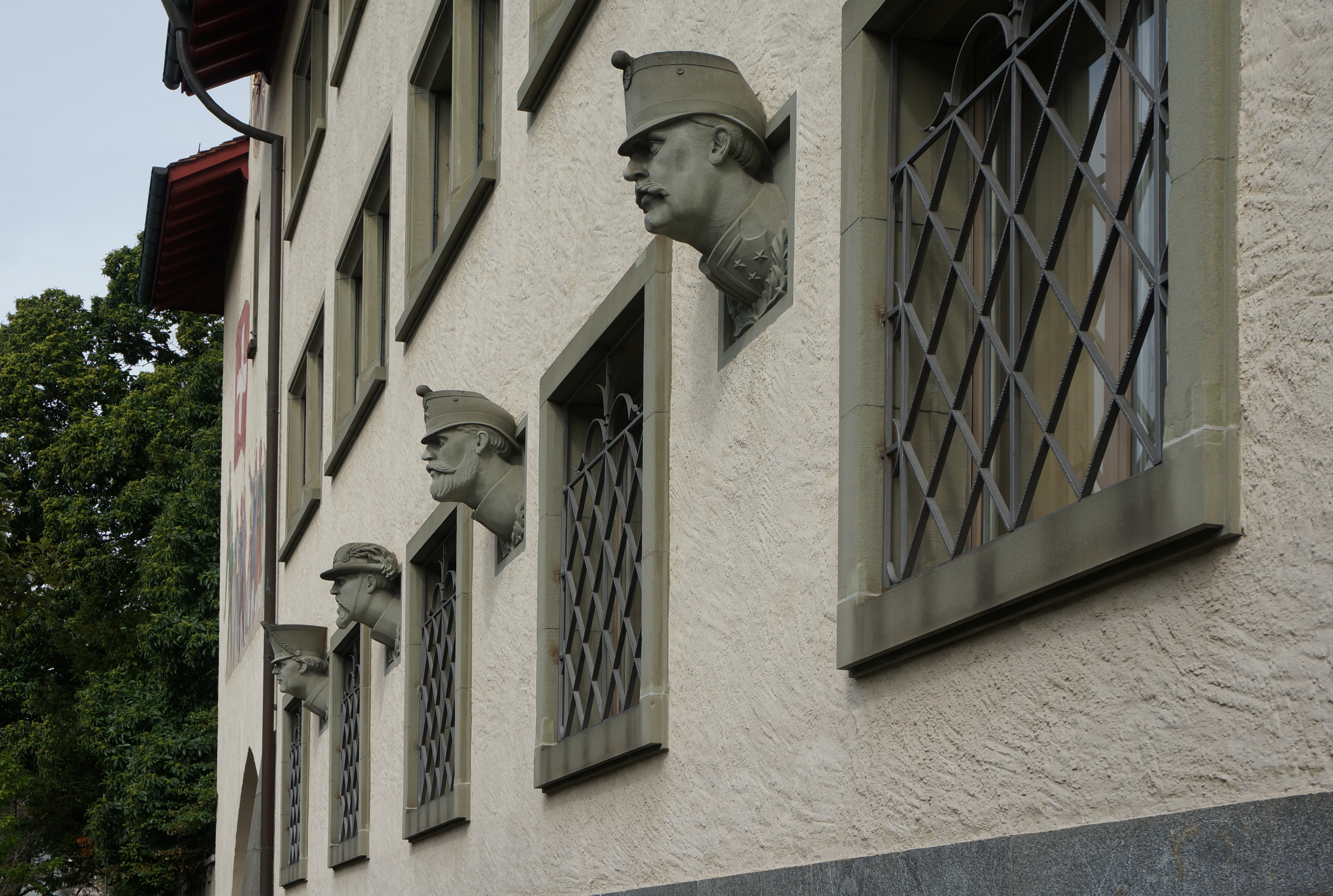
Sandsteinskulpturen

An der Gebäudefassade hat es Porträtskulpturen von Präsidenten des Schweizerischen Schützenvereins (seit 2001 Schweizer Schiesssportverband), angefertigt von Walter Linck. Über dem Eingang findet sich eine Wandmalerei von Fritz Traffelet, welche dem damaligen Zeitgeist entsprechend, eine patriotische Szene mit Schweizer Fahne, Bürgern und Soldaten darstellt.

Der Betrieb des Museums wird durch den Schweizer Schiesssportverband sowie Freundinnen und Freunde des Museums finanziert, jedoch ohne Subventionen der öffentlichen Hand.

## Fussnoten
1. 1 2 3  Stiftung Schweizer Schützenmuseum, Handelsregister des Kantons Bern, abgerufen am 23. Mai 2023.
2. ↑  Die Schweizer Schützen weihen ihr Eigenheim ein. Engadiner Post, 28. November 1939, S. 3.
3. ↑  Freundinnen und Freunde des Museums. In: schuetzenmuseum.ch. Stiftung Schweizer Schützenmuseum Bern, abgerufen am 22. Mai 2023.